# 克讷尔赛姆
克讷尔赛姆（法語：Knœrsheim，法語發音：[knœʁsaim]）是法国下莱茵省的一个市镇，属于莫尔塞姆区。

## 地理
克讷尔赛姆（48°40'51"N, 7°27'39"E）面积2.36 平方千米，位于法国大東部大區下莱茵省，该省份为法国大陆部分最东部的省份，是阿尔萨斯的一部分，今与上莱茵省组成了阿尔萨斯欧洲集体，其南至上莱茵省，西南接孚日省和默尔特-摩泽尔省，西接摩泽尔省，北与德国接壤，东侧沿莱茵河与德国相望。
与克讷尔赛姆接壤的市镇（或旧市镇、城区）包括：热泰尔斯维莱、朗让、韦斯图斯马尔穆捷、泽纳凯、泽南。
克讷尔赛姆的时区为UTC+01:00、UTC+02:00（夏令时）。

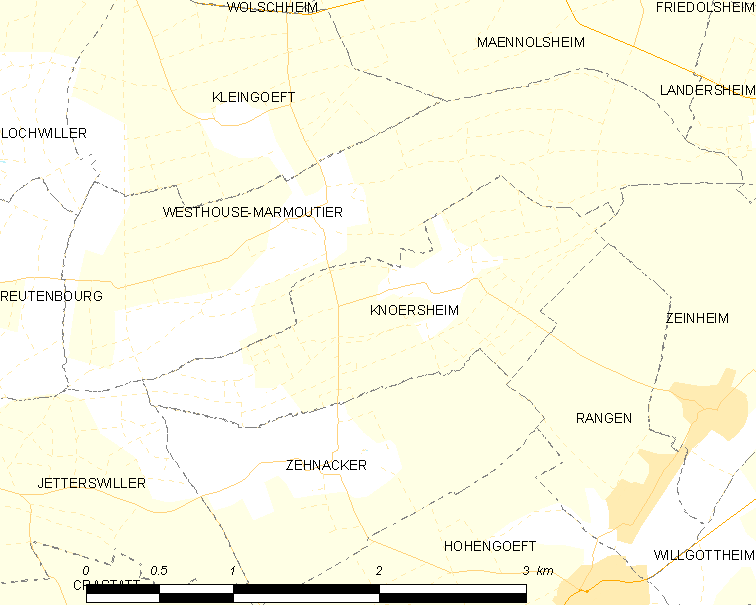
克讷尔赛姆的OSM定位图

## 行政
克讷尔赛姆的邮政编码为67310，INSEE市镇编码为67245。

## 政治
克讷尔赛姆所属的省级选区为萨韦尔讷县。

## 人口

1962-2008年间克讷尔赛姆人口变化图示

克讷尔赛姆于2022年1月1日时的人口数量为187人。